# Zuid-Amerikaans kampioenschap voetbal onder 17 - 2007
Het Zuid-Amerikaans kampioenschap voetbal onder 17 van 2007 was de 12e editie van het Zuid-Amerikaans kampioenschap voetbal onder 17, een toernooi voor nationale ploegen van landen uit Zuid-Amerika. De spelers die deelnemen zijn onder de 17 jaar. Er namen 10 landen deel aan dit toernooi dat van 4 maart tot en met 26 maart 2007 in Ecuador werd gespeeld. Brazilië werd winnaar van het toernooi.
Dit toernooi diende tevens als kwalificatietoernooi voor het wereldkampioenschap voetbal onder 17 van 2007, dat van 18 augustus tot en met 9 september in Zuid-Korea werd gespeeld. De vier beste landen van dit toernooi plaatsten zich, dat waren Brazilië, Colombia, Argentinië en Peru. Het was ook de kwalificatie van de Pan-Amerikaanse Spelen van 2007, dat van 13 juli tot en met 29 juli in Rio de Janeiro werd gespeeld. De top 6 kwalificeerde zich ervoor, maar Peru werd vervangen door Bolivia.

## Stadions
| Bellavista                                    | La Cocha | Atahualpa | Olímpico, Riobamba |
| Ambato                                        | · Quito (Estadio Olímpico Atahualpa) Riobamba (Estadio Olímpico) Latacunga (Estadio La Cocha) Ibarra (Estadio Olímpico) Ambato (Estadio Bellavista) Azogues (Estadio Jorge Andrade) | · Quito (Estadio Olímpico Atahualpa) Riobamba (Estadio Olímpico) Latacunga (Estadio La Cocha) Ibarra (Estadio Olímpico) Ambato (Estadio Bellavista) Azogues (Estadio Jorge Andrade) | · Quito (Estadio Olímpico Atahualpa) Riobamba (Estadio Olímpico) Latacunga (Estadio La Cocha) Ibarra (Estadio Olímpico) Ambato (Estadio Bellavista) Azogues (Estadio Jorge Andrade) |
| Estadio Bellavista Capaciteit: 20.000         | · Quito (Estadio Olímpico Atahualpa) Riobamba (Estadio Olímpico) Latacunga (Estadio La Cocha) Ibarra (Estadio Olímpico) Ambato (Estadio Bellavista) Azogues (Estadio Jorge Andrade) | · Quito (Estadio Olímpico Atahualpa) Riobamba (Estadio Olímpico) Latacunga (Estadio La Cocha) Ibarra (Estadio Olímpico) Ambato (Estadio Bellavista) Azogues (Estadio Jorge Andrade) | · Quito (Estadio Olímpico Atahualpa) Riobamba (Estadio Olímpico) Latacunga (Estadio La Cocha) Ibarra (Estadio Olímpico) Ambato (Estadio Bellavista) Azogues (Estadio Jorge Andrade) |
| Ibarra                                        | · Quito (Estadio Olímpico Atahualpa) Riobamba (Estadio Olímpico) Latacunga (Estadio La Cocha) Ibarra (Estadio Olímpico) Ambato (Estadio Bellavista) Azogues (Estadio Jorge Andrade) | · Quito (Estadio Olímpico Atahualpa) Riobamba (Estadio Olímpico) Latacunga (Estadio La Cocha) Ibarra (Estadio Olímpico) Ambato (Estadio Bellavista) Azogues (Estadio Jorge Andrade) | · Quito (Estadio Olímpico Atahualpa) Riobamba (Estadio Olímpico) Latacunga (Estadio La Cocha) Ibarra (Estadio Olímpico) Ambato (Estadio Bellavista) Azogues (Estadio Jorge Andrade) |
| Estadio Olímpico Capaciteit: 18.600           | · Quito (Estadio Olímpico Atahualpa) Riobamba (Estadio Olímpico) Latacunga (Estadio La Cocha) Ibarra (Estadio Olímpico) Ambato (Estadio Bellavista) Azogues (Estadio Jorge Andrade) | · Quito (Estadio Olímpico Atahualpa) Riobamba (Estadio Olímpico) Latacunga (Estadio La Cocha) Ibarra (Estadio Olímpico) Ambato (Estadio Bellavista) Azogues (Estadio Jorge Andrade) | · Quito (Estadio Olímpico Atahualpa) Riobamba (Estadio Olímpico) Latacunga (Estadio La Cocha) Ibarra (Estadio Olímpico) Ambato (Estadio Bellavista) Azogues (Estadio Jorge Andrade) |
| Latacunga                                     | · Quito (Estadio Olímpico Atahualpa) Riobamba (Estadio Olímpico) Latacunga (Estadio La Cocha) Ibarra (Estadio Olímpico) Ambato (Estadio Bellavista) Azogues (Estadio Jorge Andrade) | · Quito (Estadio Olímpico Atahualpa) Riobamba (Estadio Olímpico) Latacunga (Estadio La Cocha) Ibarra (Estadio Olímpico) Ambato (Estadio Bellavista) Azogues (Estadio Jorge Andrade) | · Quito (Estadio Olímpico Atahualpa) Riobamba (Estadio Olímpico) Latacunga (Estadio La Cocha) Ibarra (Estadio Olímpico) Ambato (Estadio Bellavista) Azogues (Estadio Jorge Andrade) |
| Estadio La Cocha Capaciteit: 15.000           | · Quito (Estadio Olímpico Atahualpa) Riobamba (Estadio Olímpico) Latacunga (Estadio La Cocha) Ibarra (Estadio Olímpico) Ambato (Estadio Bellavista) Azogues (Estadio Jorge Andrade) | · Quito (Estadio Olímpico Atahualpa) Riobamba (Estadio Olímpico) Latacunga (Estadio La Cocha) Ibarra (Estadio Olímpico) Ambato (Estadio Bellavista) Azogues (Estadio Jorge Andrade) | · Quito (Estadio Olímpico Atahualpa) Riobamba (Estadio Olímpico) Latacunga (Estadio La Cocha) Ibarra (Estadio Olímpico) Ambato (Estadio Bellavista) Azogues (Estadio Jorge Andrade) |
| Quito                                         | · Quito (Estadio Olímpico Atahualpa) Riobamba (Estadio Olímpico) Latacunga (Estadio La Cocha) Ibarra (Estadio Olímpico) Ambato (Estadio Bellavista) Azogues (Estadio Jorge Andrade) | · Quito (Estadio Olímpico Atahualpa) Riobamba (Estadio Olímpico) Latacunga (Estadio La Cocha) Ibarra (Estadio Olímpico) Ambato (Estadio Bellavista) Azogues (Estadio Jorge Andrade) | · Quito (Estadio Olímpico Atahualpa) Riobamba (Estadio Olímpico) Latacunga (Estadio La Cocha) Ibarra (Estadio Olímpico) Ambato (Estadio Bellavista) Azogues (Estadio Jorge Andrade) |
| Estadio Olímpico Atahualpa Capaciteit: 40.948 | · Quito (Estadio Olímpico Atahualpa) Riobamba (Estadio Olímpico) Latacunga (Estadio La Cocha) Ibarra (Estadio Olímpico) Ambato (Estadio Bellavista) Azogues (Estadio Jorge Andrade) | · Quito (Estadio Olímpico Atahualpa) Riobamba (Estadio Olímpico) Latacunga (Estadio La Cocha) Ibarra (Estadio Olímpico) Ambato (Estadio Bellavista) Azogues (Estadio Jorge Andrade) | · Quito (Estadio Olímpico Atahualpa) Riobamba (Estadio Olímpico) Latacunga (Estadio La Cocha) Ibarra (Estadio Olímpico) Ambato (Estadio Bellavista) Azogues (Estadio Jorge Andrade) |
| Riobamba                                      | · Quito (Estadio Olímpico Atahualpa) Riobamba (Estadio Olímpico) Latacunga (Estadio La Cocha) Ibarra (Estadio Olímpico) Ambato (Estadio Bellavista) Azogues (Estadio Jorge Andrade) | · Quito (Estadio Olímpico Atahualpa) Riobamba (Estadio Olímpico) Latacunga (Estadio La Cocha) Ibarra (Estadio Olímpico) Ambato (Estadio Bellavista) Azogues (Estadio Jorge Andrade) | · Quito (Estadio Olímpico Atahualpa) Riobamba (Estadio Olímpico) Latacunga (Estadio La Cocha) Ibarra (Estadio Olímpico) Ambato (Estadio Bellavista) Azogues (Estadio Jorge Andrade) |
| Estadio Olímpico Capaciteit: 18.000           | · Quito (Estadio Olímpico Atahualpa) Riobamba (Estadio Olímpico) Latacunga (Estadio La Cocha) Ibarra (Estadio Olímpico) Ambato (Estadio Bellavista) Azogues (Estadio Jorge Andrade) | · Quito (Estadio Olímpico Atahualpa) Riobamba (Estadio Olímpico) Latacunga (Estadio La Cocha) Ibarra (Estadio Olímpico) Ambato (Estadio Bellavista) Azogues (Estadio Jorge Andrade) | · Quito (Estadio Olímpico Atahualpa) Riobamba (Estadio Olímpico) Latacunga (Estadio La Cocha) Ibarra (Estadio Olímpico) Ambato (Estadio Bellavista) Azogues (Estadio Jorge Andrade) |
| Azogues                                       | · Quito (Estadio Olímpico Atahualpa) Riobamba (Estadio Olímpico) Latacunga (Estadio La Cocha) Ibarra (Estadio Olímpico) Ambato (Estadio Bellavista) Azogues (Estadio Jorge Andrade) | · Quito (Estadio Olímpico Atahualpa) Riobamba (Estadio Olímpico) Latacunga (Estadio La Cocha) Ibarra (Estadio Olímpico) Ambato (Estadio Bellavista) Azogues (Estadio Jorge Andrade) | · Quito (Estadio Olímpico Atahualpa) Riobamba (Estadio Olímpico) Latacunga (Estadio La Cocha) Ibarra (Estadio Olímpico) Ambato (Estadio Bellavista) Azogues (Estadio Jorge Andrade) |
| Estadio Jorge Andrade Capaciteit: 14.000      | · Quito (Estadio Olímpico Atahualpa) Riobamba (Estadio Olímpico) Latacunga (Estadio La Cocha) Ibarra (Estadio Olímpico) Ambato (Estadio Bellavista) Azogues (Estadio Jorge Andrade) | · Quito (Estadio Olímpico Atahualpa) Riobamba (Estadio Olímpico) Latacunga (Estadio La Cocha) Ibarra (Estadio Olímpico) Ambato (Estadio Bellavista) Azogues (Estadio Jorge Andrade) | · Quito (Estadio Olímpico Atahualpa) Riobamba (Estadio Olímpico) Latacunga (Estadio La Cocha) Ibarra (Estadio Olímpico) Ambato (Estadio Bellavista) Azogues (Estadio Jorge Andrade) |

## Groepsfase

### Groep A
| Pos. | Land     | GW | W | G | V | DV | DT | +/− | Ptn. |
| ---- | -------- | -- | - | - | - | -- | -- | --- | ---- |
| 1    | Peru     | 4  | 2 | 1 | 1 | 7  | 5  | +2  | 7    |
| 2    | Ecuador  | 4  | 2 | 1 | 1 | 6  | 5  | +1  | 7    |
| 3    | Brazilië | 4  | 2 | 0 | 2 | 14 | 9  | +5  | 6    |
| 4    | Bolivia  | 4  | 2 | 0 | 2 | 5  | 11 | –6  | 6    |
| 5    | Chili    | 4  | 1 | 0 | 3 | 3  | 5  | –2  | 3    |

|              |         |     |         |                                        |
| 4 maart 2007 | Ecuador | 0–1 | Bolivia | Estadio Olímpico de Riobamba, Riobamba |
| 4 maart 2007 |         |     |         | Estadio Olímpico de Riobamba, Riobamba |

|              |          |     |      |                                        |
| 4 maart 2007 | Brazilië | 1–2 | Peru | Estadio Olímpico de Riobamba, Riobamba |
| 4 maart 2007 |          |     |      | Estadio Olímpico de Riobamba, Riobamba |

|              |         |     |      |                                        |
| 6 maart 2007 | Bolivia | 1–4 | Peru | Estadio Olímpico de Riobamba, Riobamba |
| 6 maart 2007 |         |     |      | Estadio Olímpico de Riobamba, Riobamba |

|              |         |     |       |                                        |
| 6 maart 2007 | Ecuador | 1–0 | Chili | Estadio Olímpico de Riobamba, Riobamba |
| 6 maart 2007 |         |     |       | Estadio Olímpico de Riobamba, Riobamba |

|              |         |     |          |                            |
| 8 maart 2007 | Bolivia | 2–7 | Brazilië | Estadio Bellavista, Ambato |
| 8 maart 2007 |         |     |          | Estadio Bellavista, Ambato |

|              |      |     |       |                            |
| 8 maart 2007 | Peru | 1–3 | Chili | Estadio Bellavista, Ambato |
| 8 maart 2007 |      |     |       | Estadio Bellavista, Ambato |

|               |         |     |      |                            |
| 10 maart 2007 | Ecuador | 0–0 | Peru | Estadio Bellavista, Ambato |
| 10 maart 2007 |         |     |      | Estadio Bellavista, Ambato |

|               |          |     |       |                            |
| 10 maart 2007 | Brazilië | 2–0 | Chili | Estadio Bellavista, Ambato |
| 10 maart 2007 |          |     |       | Estadio Bellavista, Ambato |

|               |          |     |         |                                        |
| 12 maart 2007 | Brazilië | 4–5 | Ecuador | Estadio Olímpico de Riobamba, Riobamba |
| 12 maart 2007 |          |     |         | Estadio Olímpico de Riobamba, Riobamba |

|               |       |     |         |                                        |
| 12 maart 2007 | Chili | 0–1 | Bolivia | Estadio Olímpico de Riobamba, Riobamba |
| 12 maart 2007 |       |     |         | Estadio Olímpico de Riobamba, Riobamba |

### Groep B
| Pos. | Land       | GW | W | G | V | DV | DT | +/− | Ptn. |
| ---- | ---------- | -- | - | - | - | -- | -- | --- | ---- |
| 1    | Argentinië | 4  | 2 | 2 | 0 | 7  | 2  | +5  | 8    |
| 2    | Colombia   | 4  | 2 | 2 | 0 | 5  | 2  | +3  | 8    |
| 3    | Venezuela  | 4  | 1 | 2 | 1 | 6  | 8  | –2  | 5    |
| 4    | Uruguay    | 4  | 1 | 1 | 2 | 7  | 6  | +1  | 4    |
| 5    | Paraguay   | 4  | 0 | 1 | 3 | 3  | 10 | –7  | 1    |

|              |            |     |          |                                |
| 5 maart 2007 | Argentinië | 4–0 | Paraguay | Estadio Jorge Andrade, Azogues |
| 5 maart 2007 |            |     |          | Estadio Jorge Andrade, Azogues |

|              |         |     |           |                                |
| 5 maart 2007 | Uruguay | 4–1 | Venezuela | Estadio Jorge Andrade, Azogues |
| 5 maart 2007 |         |     |           | Estadio Jorge Andrade, Azogues |

|              |         |     |          |                                           |
| 7 maart 2007 | Uruguay | 2–2 | Paraguay | Estadio Alejandro Serrano Aguilar, Cuenca |
| 7 maart 2007 |         |     |          | Estadio Alejandro Serrano Aguilar, Cuenca |

|              |            |     |          |                                           |
| 7 maart 2007 | Argentinië | 0–0 | Colombia | Estadio Alejandro Serrano Aguilar, Cuenca |
| 7 maart 2007 |            |     |          | Estadio Alejandro Serrano Aguilar, Cuenca |

|              |           |     |          |                                           |
| 9 maart 2007 | Venezuela | 2–1 | Paraguay | Estadio Alejandro Serrano Aguilar, Cuenca |
| 9 maart 2007 |           |     |          | Estadio Alejandro Serrano Aguilar, Cuenca |

|              |         |     |          |                                           |
| 9 maart 2007 | Uruguay | 0–1 | Colombia | Estadio Alejandro Serrano Aguilar, Cuenca |
| 9 maart 2007 |         |     |          | Estadio Alejandro Serrano Aguilar, Cuenca |

|               |          |     |          |                                |
| 11 maart 2007 | Colombia | 2–0 | Paraguay | Estadio Jorge Andrade, Azogues |
| 11 maart 2007 |          |     |          | Estadio Jorge Andrade, Azogues |

|               |            |     |           |                                |
| 11 maart 2007 | Argentinië | 1–1 | Venezuela | Estadio Jorge Andrade, Azogues |
| 11 maart 2007 |            |     |           | Estadio Jorge Andrade, Azogues |

|               |          |     |           |                                           |
| 13 maart 2007 | Colombia | 2–2 | Venezuela | Estadio Alejandro Serrano Aguilar, Cuenca |
| 13 maart 2007 |          |     |           | Estadio Alejandro Serrano Aguilar, Cuenca |

|               |            |     |         |                                           |
| 13 maart 2007 | Argentinië | 2–1 | Uruguay | Estadio Alejandro Serrano Aguilar, Cuenca |
| 13 maart 2007 |            |     |         | Estadio Alejandro Serrano Aguilar, Cuenca |

## Finaleronde
| Pos. | Land       | GW | W | G | V | DV | DT | +/− | Ptn. |
| ---- | ---------- | -- | - | - | - | -- | -- | --- | ---- |
| 1    | Brazilië   | 5  | 4 | 1 | 0 | 15 | 2  | +13 | 13   |
| 2    | Colombia   | 5  | 3 | 1 | 1 | 11 | 4  | +7  | 10   |
| 3    | Argentinië | 5  | 2 | 2 | 1 | 6  | 5  | +1  | 8    |
| 4    | Peru       | 5  | 1 | 2 | 2 | 6  | 11 | –5  | 5    |
| 5    | Venezuela  | 5  | 1 | 1 | 3 | 3  | 12 | –9  | 4    |
| 6    | Ecuador    | 5  | 0 | 1 | 4 | 5  | 12 | –7  | 1    |

|               |         |     |          |                                    |
| 16 maart 2007 | Ecuador | 1–2 | Colombia | Estadio Olímpico de Ibarra, Ibarra |
| 16 maart 2007 |         |     |          | Estadio Olímpico de Ibarra, Ibarra |

|               |            |     |          |                                    |
| 16 maart 2007 | Argentinië | 0–2 | Brazilië | Estadio Olímpico de Ibarra, Ibarra |
| 16 maart 2007 |            |     |          | Estadio Olímpico de Ibarra, Ibarra |

|               |      |     |           |                                    |
| 16 maart 2007 | Peru | 2–1 | Venezuela | Estadio Olímpico de Ibarra, Ibarra |
| 16 maart 2007 |      |     |           | Estadio Olímpico de Ibarra, Ibarra |

|               |         |     |           |                                    |
| 18 maart 2007 | Ecuador | 0–1 | Venezuela | Estadio Olímpico de Ibarra, Ibarra |
| 18 maart 2007 |         |     |           | Estadio Olímpico de Ibarra, Ibarra |

|               |            |     |          |                                    |
| 18 maart 2007 | Argentinië | 2–1 | Colombia | Estadio Olímpico de Ibarra, Ibarra |
| 18 maart 2007 |            |     |          | Estadio Olímpico de Ibarra, Ibarra |

|               |      |     |            |                                    |
| 18 maart 2007 | Peru | 0–4 | Argentinië | Estadio Olímpico de Ibarra, Ibarra |
| 18 maart 2007 |      |     |            | Estadio Olímpico de Ibarra, Ibarra |

|               |          |     |           |                                    |
| 20 maart 2007 | Brazilië | 4–0 | Venezuela | Estadio Olímpico de Ibarra, Ibarra |
| 20 maart 2007 |          |     |           | Estadio Olímpico de Ibarra, Ibarra |

|               |            |     |         |                                    |
| 20 maart 2007 | Argentinië | 2–0 | Ecuador | Estadio Olímpico de Ibarra, Ibarra |
| 20 maart 2007 |            |     |         | Estadio Olímpico de Ibarra, Ibarra |

|               |      |     |          |                                    |
| 20 maart 2007 | Peru | 0–3 | Colombia | Estadio Olímpico de Ibarra, Ibarra |
| 20 maart 2007 |      |     |          | Estadio Olímpico de Ibarra, Ibarra |

|               |          |     |          |                             |
| 23 maart 2007 | Colombia | 0–0 | Brazilië | Estadio La Cocha, Latacunga |
| 23 maart 2007 |          |     |          | Estadio La Cocha, Latacunga |

|               |            |     |           |                             |
| 23 maart 2007 | Argentinië | 1–1 | Venezuela | Estadio La Cocha, Latacunga |
| 23 maart 2007 |            |     |           | Estadio La Cocha, Latacunga |

|               |      |     |         |                             |
| 23 maart 2007 | Peru | 2–2 | Ecuador | Estadio La Cocha, Latacunga |
| 23 maart 2007 |      |     |         | Estadio La Cocha, Latacunga |

|               |          |     |           |                                   |
| 25 maart 2007 | Colombia | 5–0 | Venezuela | Estadio Olímpico Atahualpa, Quito |
| 25 maart 2007 |          |     |           | Estadio Olímpico Atahualpa, Quito |

|               |          |     |         |                                   |
| 25 maart 2007 | Brazilië | 5–2 | Ecuador | Estadio Olímpico Atahualpa, Quito |
| 25 maart 2007 |          |     |         | Estadio Olímpico Atahualpa, Quito |

|               |      |     |            |                                   |
| 25 maart 2007 | Peru | 1–1 | Argentinië | Estadio Olímpico Atahualpa, Quito |
| 25 maart 2007 |      |     |            | Estadio Olímpico Atahualpa, Quito |